# Iglesia matriz de Nuestra Señora del Pilar
La iglesia matriz de Nuestra Señora del Pilar es uno de los más importantes ejemplos de la arquitectura barroca de Ouro Preto, Minas Gerais. Es la segunda iglesia más rica de Brasil por las decoración en oro, por detrás de la iglesia matriz de Santo Antonio en Tiradentes, y una de las edificaciones católicas más conocidas de las que fueron construidas durante el Ciclo de Oro del Brasil.

## Ubicación
Se encuentra al final de la calle Conselheiro Santana, al lado de plaza Amerigo Lopes. La ubicación en la trama urbana es distinta de las otras iglesias de Ouro Preto, ya que no se sitúa encima de un cerro formando un hito, aislada de la ciudad, sino que está ubicada formando una manzana dentro del centro histórico.

## Arquitectura e historia
Fue levantada alrededor de una capilla construida en los primeros años del siglo XVIII y ampliada en 1712 con recursos de los devotos, aunque las intervenciones principales siguieron hasta el final del siglo. En el 1733 fue el lugar donde se celebró la fiesta del Triunfo Eucarístico.
Entre el 1828 y el 1848 fue reconstruida la fachada en piedra. En la realización de la iglesia, los personajes más importantes son Francisco Xavier de Brito, que ha hecho la capilla mayor, el ingeniero militar Pedro Gómez Chaves y Antonio Francisco Pombal para la construcción. La fachada contiene elementos en estilo barroco colonial: las dos torres laterales, el muro convexo, la bicromía y los detalles curvos y elípticos. 
En la planta se nota la intención de dar una sorpresa. El volumen externo no corresponde al espacio interior. El externo, es decir los muros perimetrales, son rectos, formando dos espacios rectangulares, uno más grande, donde se encuentra la nave central y uno más pequeño, donde está el altar. Pero el espacio interior es modulado por un decágono que da la sensación de un elipse, o una ojiva contorneada por seis altares laterales. La importancia estética de la fachada de acceso y el sorprender con la perspectiva, forman parte de las características del barroco colonial.
El interior es una explosión del barroco: está lleno de detalles, imponente y con una gran perspectiva marcada, como si fuera teatral. El altar mayor está más saturado de detalles que la fachada. Fue dedicado a la fraternidad del Santísimo Sacramento y Nuestra Señora del Pilar, cuyo diseño pertenece a Antonio Francisco Pombal, maestro y tío de Aleijandinho, y fue entallado por Francisco Xavier de Brito. La decoración del techo fue terminada en el 1750, por Joao de Carvalhais. Muestra quince escenas bíblicas a través de un juego de relieves para dar una sensación de profundidad.
El 10 de diciembre de 2012, la iglesia matriz de Nuestra Señora del Pilar fue elevada a la condición de basílica menor.

## Capilla y altar mayor
El altar está totalmente recubierto de oro. Los elementos más destacados son: los atlantes que sostienen las columnas en sus espaldas, dos columnas salomónicas (una a cada lado), la imagen del sagrario en el centro (la resurrección de Cristo que va acompañada alrededor de ángeles y caras de ángeles que parecen hechos de oro macizo). En el friso superior hay representaciones de las virtudes cardinales: un pilar, una trompeta, un espejo y una espada. El significado de estas imágenes todavía no está claro, quizás tengan origines paganos o mestizos, pueden ser también los elementos usados en el martirio de Cristo y referencias al juicio final. Junto a estos símbolos se pueden encontrar imágenes de cruces, anclas, algunos niños y una serpiente. Digno de mencionar también es el arco crucero, que cubre el altar, con su entalle de flores, todas distintas.
En la sacristía se encuentra el Museo de Arte Sacro del Pilar, que reúne cerca de ocho mil piezas del siglo XVII al XIX, además de documentos y algunos trajes típicos usados en la celebración del Santo Sacramento y Semana Santa.